# Occidental Mindoro
Occidental Mindoro is een provincie van de Filipijnen grotendeels gelegen op het eiland Mindoro in de noordelijke eilandengroep Luzon. De provincie maakt deel uit van regio IV-B (MIMARO). De hoofdstad van de provincie is de gemeente Mamburao. Bij de census van 2015 telde de provincie ruim 487 duizend inwoners.

## Mensen en Cultuur

### Talen
Verreweg het grootste deel van de bevolking, zo'n 70%, spreekt Tagalog. Ongeveer 10% spreekt Ilocano, 6,5% Hiligaynon en een kleine 6 procent Kinaray-a. Daarnaast spreken veel mensen Filipijns en Engels.

## Geografie

### Bestuurlijke indeling
Occidental Mindoro bestaat uit 11 gemeenten.
| - Abra de Ilog - Calintaan - Looc - Lubang - Magsaysay - Mamburao | - Paluan - Rizal - Sablayan - San Jose - Santa Cruz |

Deze gemeenten zijn weer verder onderverdeeld in 162 barangays.

## Demografie
Occidental Mindoro had bij de census van 2015 een inwoneraantal van 487.414 mensen. Dit waren 34.443 mensen (7,6%) meer dan bij de vorige census van 2010. Ten opzichte van de census van 2000 was het aantal inwoners gegroeid met 107.164 mensen (28,2%). De gemiddelde jaarlijkse groei in die periode kwam daarmee uit op 1,41%, hetgeen lager was dan het landelijk jaarlijks gemiddelde over deze periode (1,72%).

De bevolkingsdichtheid van Occidental Mindoro was ten tijde van de laatste census, met 487.414 inwoners op 5865,71 km², 83,1 mensen per km².

## Economie
Occidental Mindoro is een arme provincie. Uit cijfers van het National Statistical Coordination Board (NSCB) uit het jaar 2003 blijkt dat 50,5% (12.522 mensen) onder de armoedegrens leefde. In het jaar 2000 was dit 46,2%. Daarmee staat Occidental Mindoro 16de op de lijst van provincies met de meeste mensen onder de armoedegrens. Van alle 79 provincies staat Occidental Mindoro bovendien 12de op de lijst van provincies met de ergste armoede.